# لهجة سابينو
السابينو (بالإيطالية: sabino) هي اللهجة المحلية لسكان منطقة إيطاليا الوسطى  ولتي تشمل الجزء الشمالي من مقاطعة لاكويلا وجميع أجزاء محافظة رييتي وبعض المناطق الصغيرة في روما. تحافظ اللهجة على التصويت الذي كان شائعا في أواخر اللاتينية المعروف أيضا باسم التصويت القديم.
وهي مقسمة إلى ثلاث مجموعات رئيسية، كل واحد يمثل النموذج المحلي للهجة السابينو.
- الاكويلانو (المعروفة أيضا باسم سيكولانو-رياتينو-أكويلانو): هي أهم لهجات السابينو وتعتبر النموذج القياسي لها. يتحدث بها سكان منطقة السابينو في مقاطعة رييتا في الناحية الشمالية لمقاطعة أكيلا.
- كارسيلانو أو سابلاسينس: وهو شكل من اشكال السابينو المستخدمة في مقاطعة روما (سوبياكو) وفي كارسولي.
- تاكلياكوزانو، لهجة هجينة من السابينو التي تتداخل بها لهجات جنوب إيطالية والتي يتحدث بها سكان تالياكوتسو وسكوركولا مارسيكانا في المناطق العليا لوادي ليري.

## وصلات خارجية
- الأغاني ب[وصلة مكسورة] لهجة رياتانو